# Chnaurococcus ankazobeensis
Chnaurococcus ankazobeensis är en insektsart som beskrevs av Mamet 1962. Chnaurococcus ankazobeensis ingår i släktet Chnaurococcus och familjen ullsköldlöss.
Artens utbredningsområde är Madagaskar. Inga underarter finns listade i Catalogue of Life.